# Jornal de Letras, Artes e Ideias
O Jornal de Letras, Artes e Ideias, de periodicidade quinzenal, iniciou a sua publicação em Março de 1981, em Lisboa. É dirigido desde a fundação pelo jornalista José Carlos Vasconcelos. A edição era da Dijornal. O grupo o Jornal era responsável também pelo lançamento de outras publicações como a revista História, o Jornal da Educação, o Tal & Qual ou o Se7e.
O JL passou a ser publicado pela Abril/Controljornal quando em 1999 se associou ao Grupo suíço Edipresse e formou a Edimpresa.
Privilegia temas como a literatura, a arte, o teatro, o cinema, a dança, a música, contando com colunas de, entre outros, Jorge Listopad, Eugénio Lisboa, José Luís Peixoto ou Rodrigues da Silva.
Também conhecido apenas como Jornal de Letras ou JL, contou ao longo dos anos com colaborações de jornalistas e escritores como Fernando Assis Pacheco e António Mega Ferreira (que foram chefes de redacção), António Ramos Rosa, Baptista-Bastos, João Ubaldo Ribeiro, Mário Vieira de Carvalho, Armindo Magalhães, José Jorge Letria, Ricardo Araújo Pereira, entre outros.